# Chevalier lancier
Equetus lanceolatus
Pour les articles homonymes, voir Chevalier (poisson).
Espèce
Statut de conservation UICN

 LC  : Préoccupation mineure
Le Chevalier lancier (Equetus lanceolatus) est une espèce de poisson des mers chaudes de la famille des Sciaenidae  vivant à proximité du corail .

## Description
Il mesure environ 25 cm.

## Répartition géographique
On le trouve sur les côtes du Golfe du Mexique, dans l'Atlantique ouest.

## Synonymes latins
Ce taxon admet les synonymes latins suivants :
- Chaetodon lanceolatus Linnaeus, 1758
- Eques americanus Bloch, 1793
- Eques balteatus Cuvier, 1829